# Tenochtitláns fall
Tenochtitláns fall 1521 innebar att Aztekrikets huvudstad erövrades av en spanskledd koalition av conquistadorer och allierade indiangrupper. Det var en avgörande händelse i Spaniens erövring av Mexiko, det första större rike på den amerikanska kontinenten som kom under europeisk kontroll.

## Historia
Tenochtitláns fall ägde rum år 1521. Det skedde efter en omfattande manipulation av lokala indiangrupper och en exploatering av tidigare existerande indiangrupper av den spanska conquistadoren Hernán Cortés, som fick hjälp av sina indianallierade och hans tolk och kompanjon La Malinche.
Ett stort antal slag utkämpades mellan Aztekriket och den spanskledda koalitionen, som själv i huvudsak bestod av indianpersonal (mestadels tlaxcaltec). Det var dock Tenochtitláns fall som direkt ledde till att aztekernas civilisation föll, vilket markerade slutet på den första fasen i den spanska erövringen av Aztekriket. Händelsen påverkades av effekterna av den smittkoppsepidemi, som drabbade den aztekiska befolkningen och som ledde till en stor nedgång för aztekledarna samtidigt som det spanska ledarskapet lämnades intakt. 
Erövringen av Mexiko var en kritisk del av den spanska koloniseringen av Amerika. I slutändan erövrade Spanien Mexiko och fick därmed tillgång till Stilla havet. Detta skulle komma att innebära att Spanska imperiet äntligen kunde nå sitt ursprungliga oceaniska mål om att nå de asiatiska marknaderna.